# 五龙壮族乡
五龙壮族乡是中华人民共和国云南省曲靖市师宗县下辖的一个民族乡。

## 行政区划
五龙壮族乡下辖以下村级行政区划单位：
狗街村、新庄科村、鲁克村、平寨村、南岩村、牛尾村、花桂村、法岗村、大厂村、脚家箐村、曲祖村、得勒村和保太村。